# Monopoly Gamer
Monopoly Gamer ist ein Gesellschaftsspiel und Ableger des klassischen Monopoly mit einem an die Nintendo-Spiele der Super-Mario-Reihe angepassten Thema. Das Spiel erschien 2017 bei dem Spielzeugverlag Hasbro mit vier Figuren, weitere acht Spielfiguren können als Sammelfiguren ergänzt werden.

## Ausstattung
Das Spiel besteht neben der Spielanleitung aus einem Spielplan, vier Spielfiguren (Mario, Peach, Donkey Kong und Yoshi), vier Rollenkarten zu den Spielfiguren, vier Übersichtskarten, acht Bosskarten, 16 Besitzrechtskarten, einem Zahlenwürfel, einem Power-up-Würfel und 90 Münzen. In dem Spiel sammeln die Spieler Punkte in Form von Münzen und Karten. Das Spiel läuft über acht Runden, an deren Ende jeweils ein Bosskampf erfolgt. Nach dem achten Kampf endet das Spiel und der Spieler mit den meisten Punkten gewinnt.

## Spielregeln
Zu Beginn des Spiels wird das Spielfeld in der Tischmitte aufgebaut. Die Bosskarten werden der Reihe nach beginnend mit der Eins aufeinandergelegt und auf dem Spielplan platziert und die Besitzrechtkarten werden neben die entsprechenden Spielplanfelder gelegt. Danach wählt jeder Spieler eine Spielfigur und bekommt die entsprechende Rollenkarte, die Figur stellen alle Spieler auf das „Los“-Feld des Spielplans. Jeder Spieler erhält zudem fünf Münzen mit dem Wert 1 und eine Münze mit dem Wert 5 sowie eine Übersichtskarte.
Die Spieler spielen im Uhrzeigersinn und müssen jeweils zu Beginn ihres Zuges die beiden Spielwürfel werfen und auswählen, welchen der beiden Würfel sie zuerst einsetzen. Der aktive Spieler zieht seine Spielfigur entsprechend der Augenzahl des Zahlenwürfels vorwärts und sammelt alle Münzen ein, die auf den Feldern liegen, über die er zieht und auf denen er landet. Danach kann er entsprechend dem Feld, auf dem er gelandet ist, Aktionen durchführen:
- freie Grundstücke: Landet der Spieler auf einem Grundstücksfeld, das noch niemandem gehört, kann er dieses kaufen oder versteigen lassen. Entscheidet er sich dafür, zu kaufen, bezahlt er den Preis auf der Besitzrechtkarte und bekommt diese. Entscheidet er sich für eine Versteigerung, darf er selbst das erste Gebot abgeben und danach können alle Mitspieler im Uhrzeigersinn das Gebot erhöhen oder passen. Der Spieler mit dem höchsten Gebot bekommt die Besitzrechtkarte.
- bereits verkaufte Grundstücke: Landet der Spieler auf einem bereits verkauften Grundstück, muss er dem Besitzer die auf der Besitzrechtkarte angegebene Miete zahlen. Hat der Besitzer beide Karten einer Farbgruppe, verdoppelt sich die Miete. Der Grundstücksbesitzer muss aktiv nach der Miete fragen und hat nur Zeit, bis der nächste Spieler würfelt.
- Rohr: Landet der Spieler auf einem Rohr, darf er bis zum nächsten Rohr auf dem Spielplan ziehen und alle Münzen einsammeln, über die er auf dem Weg zieht. Zieht er über LOS, bekommt er 2 Münzen und deckt die oberste Bosskarte auf.
- Münzfeld: Landet der Spieler auf dem Münzfeld, darf er mit dem Zahlenwürfel würfeln und bekommt die angezeigte Augenzahl in Form von Münzen ausgezahlt.
- Steinblock: Landet der Spieler auf dem Steinblock, muss er auf dem Feld zwei Münzen ablegen.
- Superstern: Landet der Spieler auf dem Superstern, aktiviert er die Sonderfähigkeit seiner Spielfigur, die auf der Rollenkarte beschrieben ist.
- Gefängnis / Nur zu Besuch: Landet der Spieler auf dem Gefängnis, ist er hier nur zu Besuch und darf im nächsten Zug normal weiterziehen.
- Gehe in das Gefängnis: Landet der Spieler auf dem Feld „Gehe in das Gefängnis“, muss er direkt zum Gefängnisfeld ziehen und bleibt dort, bis er die Voraussetzungen zum Freikommen erfüllt. Solang er im Gefängnis ist, darf ein Spieler nicht an Boss-Kämpfen teilnehmen. Um freizukommen, muss der Spieler entweder vor seinem Würfelwurf fünf Münzen an die Bank zahlen oder beim Würfelwurf eine Sechs werfen. Gelingt dies in zwei Würfen nicht, darf er beim dritten Zug das Gefängnis verlassen. Ein Spieler, der aus dem Gefängnis freikommt, darf alle Münzen auf dem „Nur zu Besuch“-Feld mitnehmen.
- LOS: Kommt ein Spieler auf das Feld LOS oder zieht darüber, bekommt er zwei Münzen und deckt die oberste Bosskarte auf.

Mit dem Power-up-Würfel kann ein Spieler eine Sonderfähigkeit sowie seine spezielle Fähigkeit aktivieren, wenn er das entsprechende Symbol wirft:
- rote Schildkröte: Wenn ein Spieler die rote Schildkröte würfelt, muss ein beliebiger Mitspieler drei Münzen auf dem Feld ablegen, auf dem er steht. Würfelt Prinzessin Peach die rote Schildkröte, muss der Spieler vier Münzen ablegen.
- grüne Schildkröte: Wenn ein Spieler die grüne Schildkröte würfelt, muss der Mitspieler, der am nächsten vor dem aktiven Spieler steht, drei Münzen auf dem Feld ablegen, auf dem er steht. Würfelt Yoshi die grüne Schildkröte, darf er aussuchen, ob der am nächsten vor oder hinter ihm stehende Mitspieler Münzen ablegen muss.
- Blooper (Tintengeist): Wenn ein Spieler den Blooper würfelt, darf er sich zwei Münzen von einem beliebigen Mitspieler nehmen.
- POW-Block: Wenn ein Spieler den POW-Block würfelt, müssen alle Spieler jeweils eine Münze auf dem Feld ablegen, auf dem sie gerade stehen. Würfelt Donkey Kong den POW-Block, müssen alle Spieler zwei Münzen ablegen.
- Münzen: Wenn ein Spieler die Münzen würfelt, bekommt er drei Münzen von der Bank. Würfelt Mario Peach die Münzen, bekommt er vier Münzen.

Die Münzen sind auf dem Würfel zweimal vorhanden, alle anderen Symbole nur einmal.
Kann ein Spieler eine Miete oder einen Betrag, den er aufgrund einer Sonderfähigkeit abgeben muss, nicht bezahlen, muss er Grundstücke zum Einkaufswert an die Bank verkaufen und mit dem Erlös die Schulden zahlen. Hat ein Spieler keine Grundstücke und kein Geld, verfallen die Schulden.
Immer, wenn ein Spieler über LOS zieht, deckt er am Ende seines Zuges eine Bosskarte auf und muss einen Boss-Kampf bestehen. Dafür wird die oberste Bosskarte aufgedeckt und in die Spielfeldmitte gelegt. Will der aktive Spieler den Boss-Kampf durchführen, bezahlt er die anfallenden Kosten an die Bank und versucht dann, die Aufgabe auf der Bosskarte zu erfüllen. Möchte oder kann der Spieler den Boss-Kampf nicht durchführen, kann er passen und den Kampf an den nächsten Mitspieler weitergeben. Beim einfachsten Boss („Larry“) muss er mit dem Zahlenwürfel mindestens eine Drei werfen, bei späteren Bossen eine Vier (Morton, Wendy, Iggy), Fünf (Roy, Lemmy, Ludwig) oder Sechs (Bowser). Verliert ein Spieler gegen den Boss, darf der nächste Spieler den Kampf übernehmen und die Spieler kämpfen solange, bis alle entweder gepasst oder verloren haben. Der Spieler, der den Boss besiegt, bekommt die Karte und die darauf angegebenen Punkte für die Endwertung.
Das Spiel endet, wenn der letzte Bossgegner besiegt wurde. Die Spieler zählen ihre Punkte, die sie durch die Besitzrechtskarten und Boss-Monster erhalten haben und bekommen zusätzlich für jeweils fünf Münzen 10 Punkte (überschüssige Münzen verfallen). Bei einem Gleichstand gewinnt der Spieler mit den meisten Grundstücken und Bosskarten.

## Ausgaben
Das Spiel Monopoly Gamer wurde von Hasbro auf der Basis des Spiels Monopoly entwickelt, wobei die Grundregeln thematisch an die Nintendo-Spiele der Super-Mario-Serie angepasst wurden. Das Spiel wurde 2017 von Hasbro auf Deutsch, Englisch, Italienisch, Niederländisch und Chinesisch veröffentlicht, zudem erschien eine Sammler-Ausgabe auf Englisch. Zusätzlich zum Spiel veröffentlichte Hasbro acht Spielfiguren mit jeweiliger Rollenkarte und Spezialfähigkeit als „MONOPOLY Gamer Power Packs“. Als zusätzliche Figuren sind Wario, Feuer-Mario, Diddy Kong, Toad, Rosalina, Luigi, Boo und Mario Tanuki erhältlich.
2018 erschien zusätzlich das Spiel Monopoly Gamer: Mariokart, das sich auf die Rennspielserie Mario Kart bezieht. 2019 folgte Monopoly Gamer: Sonic The Hedgehog auf der Basis der Spieleserie Sonic.

## Belege
1. 1 2 3 4 5 6 7 8  
Monopoly Gamer, Spielregeln der deutschen Ausgabe von 2017.
2. ↑  
Versionen von Monopoly Gamer in der Spieledatenbank BoardGameGeek; abgerufen am 22. Dezember 2017
3. ↑  
Monopoly Gamer: Mariokart in der Spieledatenbank BoardGameGeek (englisch)
4. ↑  
Monopoly Gamer: Sonic The Hedgehog in der Spieledatenbank BoardGameGeek (englisch)